# Semane
Semane est une ville du Botswana.